# Meki primog
Meki primog (Acanthus mollis), jedna od vrsti primoga (akanta; Acanthus) iz porodice primogovki (Acanthaceae) koji raste u južnoj i jugoistočnoj Europi uključujući i primorje Hrvatske. Poznata je u narodu i kao mekani primog, medvedovina i slično.
Meki primog raste na suhim tlima i polusvjetlih staništima, i u Hrvatskoj je zaštićena. Ime mollis dolazi po mekanim dlačicama kojima je obrasla, dok ime roda dolazi od grčke riječi acantha (bodlja). Naraste i do 150 cm visine, cvjetovi su bijelocrvene boje združeni u zbijene uspravne grozdove, i bez stapki. Listovi su duboko urrezani. Cvate od srpnja do rujna.

## Sinonimi
1. Acanthus hispanicus Loudon
2. Acanthus latifolius E.Goeze
3. Acanthus longifolius Poir.
4. Acanthus lusitanicus auct.
5. Acanthus niger Mill.
6. Acanthus platyphyllus Murb.
7. Acanthus spinosissimus Host

Izvori za sinonime